# XHTML 베이직
XHTML 베이직(XHTML Basic)은 주로 휴대폰, PDA, 무선호출기, 셋톱박스 등 모바일 기기에서 발견되는 단순한 (주로 휴대용) 사용자 에이전트를 위해 설계된 XML 기반의 구조화된 마크업 언어이다.
XHTML 베이직은 XHTML 모듈화를 사용하여 정의된 XHTML 1.1의 부분 집합으로, 문서 구조, 이미지, 폼, 기본 테이블 및 객체 지원을 위한 축소된 모듈 세트를 포함한다. XHTML 베이직은 휴대 전화, PDA, 무선호출기 및 셋톱박스에 적합하다.
XHTML 베이직은 한때 더 많은 준수 사용자 에이전트가 개발됨에 따라 WML 및 C-HTML과 같은 오래된 기술을 대체할 예정이었다. 그러나 웹 표준의 지배적인 자리를 차지하게 된 HTML5의 부상으로 XHTML 베이직은 대부분 대체되었다. HTML5의 풍부한 기능 세트와 교차 기기 호환성은 WML, C-HTML 및 XHTML 베이직과 같은 별도의 모바일 특정 언어를 불필요하게 만들었다. 오늘날 HTML5는 모든 기기에서 작동하는 웹사이트를 만들기 위한 통합 플랫폼을 제공하며, 현대 웹 개발에서 XHTML 베이직은 대부분 관련이 없게 되었다.
XHTML 베이직이 WML 및 C-HTML에 비해 갖는 한 가지 중요한 장점은 XHTML 베이직 페이지가 웹 브라우저와 휴대용 기기에서 다르게 렌더링될 수 있어 동일한 페이지의 두 가지 다른 버전을 만들 필요가 없다는 점이다.
XHTML 베이직의 초기 사양은 2000년에 발표되었다. 2006년에는 소형 기기 커뮤니티에 더 잘 서비스하기 위해 6가지 새로운 기능을 통합하여 사양을 버전 1.1로 개정했다. 월드 와이드 웹 컨소시엄에 의한 사양의 최신 업데이트는 2018년에 수행되었다.

## 최신 개발 (2018년 업데이트)
월드 와이드 웹 컨소시엄의 2018년 XHTML 베이직 업데이트는 현재 기술과의 상호 운용성을 개선하는 데 중점을 두었으며, 최신 웹 표준을 채택한 기기를 포함하여 더 넓은 범위의 현대 기기에서 XHTML 베이직 페이지가 계속 사용될 수 있도록 보장했다. 이러한 변경 사항은 XHTML 베이직이 현대 네트워킹 환경과 상호 작용하는 방식을 개선하여 이제 HTML5에 더 자주 의존하는 최신 휴대용 기기 및 브라우저와의 호환성을 향상시키는 것을 목표로 했다.
XHTML 베이직은 여전히 기능하지만, 모바일 우선 디자인의 지배적인 표준이 된 현대 HTML5에 비해 구식으로 간주된다. HTML5는 멀티미디어, 그래픽 및 반응형 레이아웃을 위한 기능을 포함하여 현재 웹 개발 요구 사항에 훨씬 더 다재다능하다.

## DOCTYPE
XHTML 베이직으로 유효성을 검사하려면 문서는 다음 문서 형식 선언, 즉 DOCTYPE을 포함해야 한다.
<!DOCTYPE html PUBLIC "-//W3C//DTD XHTML Basic 1.1//EN"
"http://www.w3.org/TR/xhtml-basic/xhtml-basic11.dtd">
완전하고 유효하며 잘 구성된 예시는 다음과 같다.
```
<?xml version="1.0" encoding="UTF-8"?>

<!DOCTYPE html PUBLIC "-//W3C//DTD XHTML Basic 1.1//EN"

    "http://www.w3.org/TR/xhtml-basic/xhtml-basic11.dtd">

<
html
 
xmlns
=
"http://www.w3.org/1999/xhtml"
 
xml:lang
=
"en"
>

  
<
head
>

    
<
title
>
Hello
</
title
>

  
</
head
>

  
<
body
>

    
<
p
>
Hello 
<
a
 
href
=
"http://example.org/"
>
world
</
a
>
.
</
p
>

  
</
body
>

</
html
>

```

"application/xhtml+xml" MIME 형식으로 제공된다.

## XHTML-Print
2006년 9월 W3C 권고안이 된 XHTML-Print는 정보 기기에서 저가 프린터로 인쇄된 문서를 위해 설계된 XHTML 베이직의 특수 버전이다.

## 같이 보기
- XHTML
- 문서 마크업 언어 목록
- 문서 마크업 언어 비교